# オスリャービャ (フリゲート)
オスリャービャ(ロシア語:Ослябяアスリャービャ)は、ロシア帝国の建造したスクリューフリゲート(Винтовой фрегат)である。艦名はクリコヴォの戦いにおけるロシアの英雄「ロジオン・オスリャービャ」に因んだもので、同時期に建造されたペレスヴェートと対になるものである。

## 概要
クリミア戦争の経験から、1850年代後半、ロシア帝国海軍は蒸気化・スクリュー化した軍艦の整備を急ぐようになった。艦隊の中堅となる新しいスクリューフリゲートに関しては、1858年にスクリューフリゲート・ゲネラール＝アドミラールがアメリカ合衆国で進水し、一方、フランスではスクリューフリゲート・スヴェトラーナが進水した。
これに続いて発注されたのが、45門艦オスリャービャと51門艦ペレスヴェート、57門艦オレークであった。この3 隻はロシア国内で建造され、最初に起工したのがオスリャービャであった。
オスリャービャは1857年3月3日、サンクトペテルブルクのオフチンスコエ海軍工廠で起工した。1860年8月8日に進水し、1861年に竣工してバルト艦隊へ編入された。
搭載する蒸気機関は460 公称馬力(nhp)で、サンクトペテルブルクのカルル・イ・マクフェルソン工場で1860年に製作されたものであった。1947年生まれのロシアの軍事歴史家アレクサンドル・シロコラートの研究によれば、1862年から1868年の間、オスリャービャの上層甲板には60 ポンド砲No.1が1 門、No.2が6 門、閉鎖砲座にはNo.2が28 門搭載されていたとされる。
1863年7月から1864年7月にかけては、ステパン・レソーフスキイ海軍大将指揮下の「示威遠征艦隊」に参加して南北戦争中のニューヨークに赴き、大陸へのイギリスとフランスによる海上輸送の妨害任務に就いた。この艦隊はいずれも蒸気船で編成され、スクリューフリゲート・アレクサンドル・ネフスキーを旗艦に、オスリャービャ、ペレスヴェート、コルベットのヴァリャーク、ヴィーチャシ、クリッパーのアルマースが参加していた。
1874年10月19日には海軍を退役し、武装解除の上、売却・解体された。